# Antigues escoles (Matadepera)
Les Antigues escoles són dos edificis de Matadepera (Vallès Occidental) protegits com a Bé Cultural d'Interès Local. Actualment, són els edificis del Parc de Bombers i de la Policia Municipal.

## Descripció
És un conjunt de dos edificis bessons situats a banda i banda del carrer de Joan Paloma, en la carretera de Terrassa. Són edificis exempts, com petites torres rodejades de jardí. Consten de planta baixa amb teulada holandesa a dos vessants amb un ràfec a tot el perímetre. El carener és perpendicular a la façana d'accés. La façana principal és de composició simètrica amb la porta d'accés centrada i dues obertures a banda i banda. Al damunt hi ha tres obertures rectangulars corresponents a la cambra d'aire. El sòcol és de paredat i el maó vist de les finestres decoren l'edifici.